# Didier da Silva
Pour les articles homonymes, voir da Silva.
Didier da  Silva, né le 17 novembre 1973, est un écrivain et traducteur français.

## Biographie
Après des études de lettres à Aix-en-Provence, il s’installe à Marseille où il est un temps critique de théâtre avant de se consacrer à l’écriture et à la traduction.
Pianiste amateur, il a tenu plusieurs blogs.
Il est l’auteur de livres « plus ou moins autobiographiques dont la mélancolie cache mal, espère-t-il, une obscène tendresse pour la vie
.»
Il publie pour diverses revues (La Mer Gelée, La Marelle, Le Matricule des Anges…)

## Œuvres

### Récits
- Hoffmann à Tôkyô, Naïve, 2007
- Treize mille jours moins un, Laureli, 2008
- L’Automne Zéro Neuf, Laureli, 2010
- Une petite forme (avec François Matton), P.O.L, 2011
- L’ironie du sort,  L’Arbre vengeur, 2014[3],[4]
- Louange et épuisement d’Un jour sans fin,  Hélium, 2015 [5]
- Toutes les pierres, L’Arbre vengeur, 2018[6],[7]
- Dans la nuit du 4 au 15 (préface de Jean Échenoz),  Quidam, 2019[8] (traduit en espagnol par Vanesa García Cazorla sous le titre La noche del 4 al 15, éditions Periférica, 2021)
- Le Dormeur,  Marest, 2020[9],[10]
- La Mort de Masao, Marest, 2021 [11],[12]
- Home Cinéma,  Vanloo, 2022[13]

### Traductions
- Les Chats de  la tour Eiffel d'Auro Roselli, illustré par Laurent de Brunhoff, Hélium, 2018
- Une nuit de demi-lune de Carson Ellis, Hélium, 2020